# Scottish National League 2001/02
Die Saison 2001/02 war die Austragung der höchsten schottischen Eishockeyliga, der Scottish National League. Die Ligadurchführung erfolgt durch die Scottish Ice Hockey Association, den schottischen Verband unter dem Dach des britischen Eishockeyverbandes Ice Hockey UK.

## Modus
Alle Mannschaften spielten eine einfache Runde mit Hin- und Rückspiel.

## Hauptrunde
Abschlusstabelle
| Platz | Mannschaft                | Spiele | S  | U | N  | Tore   | Punkte |
| ----- | ------------------------- | ------ | -- | - | -- | ------ | ------ |
| 1.    | Edinburgh Capitals (SNL)  | 16     | 12 | 1 | 3  | 110:53 | 25     |
| 2.    | Camperdown (Dundee)       | 16     | 11 | 1 | 5  | 118:56 | 22     |
| 3.    | Kilmarnock Storm          | 16     | 9  | 1 | 6  | 109:77 | 19     |
| 4.    | Kirkcaldy Kestrels (Fife) | 16     | 9  | 1 | 6  | 124:92 | 19     |
| 5.    | North Ayr Wild            | 16     | 8  | 1 | 7  | 79:81  | 17     |
| 6.    | Paisley Pirates (Renfrew) | 16     | 7  | 1 | 8  | 53:59  | 15     |
| 7.    | Solway Sharks (Dumfries)  | 16     | 6  | 2 | 8  | 86:89  | 14     |
| 8.    | Perth                     | 16     | 4  | 0 | 12 | 87:100 | 8      |
| 9.    | Inverness                 | 16     | 2  | 1 | 13 | 51:210 | 5      |